# Reenu Mathews
Reenu Mathews (transliteración de റീനു മാത്യൂസ്) es una actriz de cine india quién ha actuado en el cine en lengua malayalam. También trabaja como miembro de tripulación de cabina para las Aerolíneas de Emiratos en Dubái.

## Vida personal
Reenu es la hija más joven de Mathews y de Santhamma en Kottayam. Y, tiene un hermano.

## Carrera
En 2013, Reenu debutó con Mammooty en la película en malayalam Immanuel en donde interpretó a Annie, una mujer de clase media. En 2014, nuevamente trabajó con Mammooty en la película Alaba al Señor. Su siguiente trabajo fue con Anil Radhakrishna Menon en Sapthamashree Thaskaraha. Y, luego con Amal Neerad en Iyobinte Pustakam. Su último filme fue con Sathyan Anthikad Mohanlal-Manju Warrier en Ennum Eppozhum.

## Filmografía
| Año  | Título                       | Función(s)         | Notas        |
| ---- | ---------------------------- | ------------------ | ------------ |
| 2006 | Neblina de diciembre         | Nisha Varghese     | Cortometraje |
| 2013 | Immanuel                     | Annie              |              |
| 2013 | 5 Sundarikal                 | Mujer alta         |              |
| 2014 | Elogio el Señor              | Ancy               |              |
| 2014 | Sapthamashree Thaskaraha     | Sarah              |              |
| 2014 | Iyobinte Pustakam            | Annamma            |              |
| 2015 | Ennum Eppozhum               | Kalyani            |              |
| 2015 | Señor Livingstone 7000 Kandi | Madhumita Krishnan |              |